# San Michele di Serino
San Michele di Serino è un comune italiano di 2 415 abitanti della provincia di Avellino in Campania.

## Storia

### Simboli
L'incudine ed il martello fanno riferimento alla lavorazione del ferro poiché qui in passato,  quando era un casale di Serino, vi era una "fabbrica di ferri".
Il gonfalone è un drappo di bianco.

## Monumenti e luoghi d'interesse
Dell'antico abitato è rimasto poco o niente per via del terremoto del 23 novembre 1980. Delle poche testimonianze del passato di San Michele è rimasto Palazzo Mariconda, di cui si conserva la facciata molto suggestiva.

## Società

### Evoluzione demografica
Abitanti censiti

### Lingue e dialetti
Accanto alla lingua italiana, nel territorio comunale di San Michele di Serino è in uso il dialetto irpino.

## Amministrazione

### Sindaci
| Periodo | Periodo   | Primo cittadino       | Partito                                      | Carica                    | Note |
| ------- | --------- | --------------------- | -------------------------------------------- | ------------------------- | ---- |
| 1995    | 1999      | Michele Boccia        | sinistra                                     | Sindaco                   |      |
| 1999    | 2008      | Teodoro Renzulli      | lista civica                                 | Sindaco                   |      |
| 2008    | 2009      | Maria Antonietta Cava |                                              | Commissario straordinario |      |
| 2009    | 2014      | Lorenzo Renzulli      | centrosinistra                               | Sindaco                   |      |
| 2014    | 2019      | Michele Boccia        | lista civica Uniti per San Michele di Serino | Sindaco                   |      |
| 2019    | in carica | Michele Boccia        | lista civica Noi                             | Sindaco                   |      |